# Villeneuve-sur-Lot
Villeneuve-sur-Lot es una comuna francesa situada en el departamento de Lot y Garona en la región de Nueva Aquitania.

## Geografía

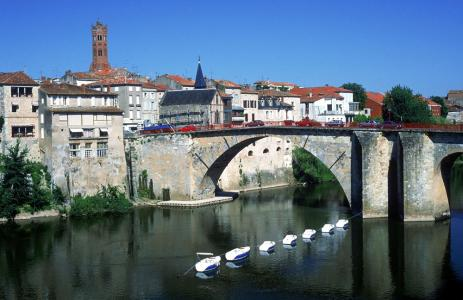
Puente sobre el río Lot en Villeneuve-sur-Lot

Villeneuve-sur-Lot está ubicada a 22 km al noroeste de Agen, siendo atravesada por el curso del río Lot, que la divide en dos partes desiguales. Su topónimo en francés es Villeneuve-sur-Lot y en gascón Vilanuèva d'Òlt.

## Historia
Villeneuve, conocida durante un tiempo como Villeneuve-d'Agen, fue fundada en 1254 por el conde de Poitiers Alfonso, hermano de Luis IX sobre los restos de la villa de Gajac, abandonada durante la Cruzada albigense.
La película Los juncos salvajes se rodó en esta localidad.

## Demografía
| 10 125 | 9 600 | 10 727 | 9 211 | 12 337 | 11 222 | 13 088 | 13 212 | 13 834 | 13 830 | 13 114 | 13 681 | 14 448 | 14 560 | 14 693 | 13 798 | 13 561 | 13 594 | 13 540 | 13 181 | 11 350 | 12 047 | 12 197 | 12 655 | 17 055 | 15 784 | 17 295 | 21 682 | 22 307 | 23 045 | 22 782 | 22 782 | 23 436 |
| Para los censos de 1962 a 1999 la población legal corresponde a la población sin duplicidades (Fuente: INSEE [Consultar]) |       |        |       |        |        |        |        |        |        |        |        |        |        |        |        |        |        |        |        |        |        |        |        |        |        |        |        |        |        |        |        |        |

## Localidades hermanadas
- Ávila (España)
- Bouaké (Costa de Marfil)
- Neudstadt (Alemania)
- San Donà di Piave (Italia)
- Troon (Escocia)